# Маріус Муандільмаджі
Маріус Муандільмаджі (фр. Marius Mouandilmadji, нар. 22 січня 1998, Доба) — чадський футболіст, півзахисник турецького клубу «Самсунспор» та національної збірної Чаду.

## Клубна кар'єра
У дорослому футболі дебютував 2017 року виступами за команду «Газель» на батьківщині, звідки перейшов в один із кращих камерунських клубів, «Котон Спорт», разом з яким за підсумками сезону 2018 року став чемпіоном, де у 24 матчах забив 18 голів. Через це протягом сезону найкращим гравцем і найкращим молодим гравцем чемпіонату. З цієї причини нападник звернув на себе увагу європейських клубів.
В результаті 18 липня 2018 року Маріус підписав чотирирічний контракт з португальським «Порту». Незважаючи на те, що мас-медіа заявляли про переведення гравця до молодіжної команди, головний тренер «Порту» Сержіу Консейсан взяв його з собою на збори. 11 серпня 2018 року в поєдинку першого туру чемпіонату сезону 2018/19 Маріус дебютував за новий клуб, вийшовши на заміну 81-й хвилині замість Венсана Абубакара в поєдинку проти «Шавіша» і відзначився у першому матчі забитим м'ячем на 88-й хвилині. Втім, цей матч так і залишився єдиним для африканця за першу команду «драконів» і надалі він грав за резервну команду «Порту Б» у другому дивізіоні, а 9 січня 2020 року Муандильмаджі був відданий в оренду у «Авеш». Тут Маріус зіграв 12 матчів, але клуб з Віла-даз-Авеш посів останнє місце і вилетів з Прімейри. Надалі півзахисника було включено до основного складу «Порту» на сезон 2020/21, але він так і не зіграв жодної гри, тому розірвав свій контракт за взаємною згодою в січні 2021 року.
Після шести місяців перебування в статусі вільного агента, Муандільмаджі підписав дворічний контракт з бельгійським «Сереном» у липні 2021 року. Африканець відіграв за клуб з Серена наступні два сезони своєї ігрової кар'єри, зігравши 57 матчів у чемпіонату та забивши 13 голів, але за підсумками сезону 2022/23 клуб вилетів з вищого дивізіону.
7 липня 2023 року Муандільмаджі приєднався до новачка турецької Суперліги клубу «Самсунспор», підписавши трирічну угоду. Станом на 15 жовтня 2024 року відіграв за команду із Самсуна 38 матчів в національному чемпіонаті.

## Виступи за збірну
5 вересня 2019 року дебютував в офіційних іграх у складі національної збірної Чаду у матчі відбіркового турніру чемпіонату світу 2022 року проти Судану (3:1). 29 березня 2022 року Муандільмаджі забив свій перший гол за збірну у матчі-відповіді попереднього раунду кваліфікації Кубка африканських націй 2023 року з Гамбією (2:2).